# Jüz
Pour les articles homonymes, voir Juz.
Une jüz (en kazakh : Жүз جٷز [ʒʉz]) est originellement, et encore aujourd'hui, une alliance de nomades kazakhs.
Une jüz est aussi la principale division territoriale traditionnelle du peuple kazakh dans la Coumanie, qui couvre la majorité de l'actuel  Kazakhstan. Il y en a trois :

Extension approximative des trois jüz au début du XXe siècle (vert : Petite jüz ; orange : Jüz moyenne ; rouge : Grande jüz).

- la Petite jüz à l'ouest, en fait de taille intermédiaire entre les deux autres, qui rassemble quatre unions tribales, elles-mêmes divisées en plusieurs clans. C'est là que se trouvent les plus riches gisements de pétrole, et aussi des gisements de chrome et d'uranium. La population est clairsemée, le niveau d'éducation relativement faible et le russe peu parlé[1] ;
- la Jüz moyenne au centre, au nord et à l'est, en fait la plus grande et aussi la plus peuplée des trois, et où se trouve la capitale Astana. Elle bénéficie de sols de qualité pour l'agriculture et de gisements de minerais. Sa population comporte, outre des Kazakhs, un grand nombre de Russes, d'Ukrainiens, d'Allemands, de Tatars et de Tchétchènes, et la langue de communication est le russe[1] ;
- la Grande jüz au sud-est, en fait la plus petite des trois. Elle est constituée de terres arides et d'un réseau d'oasis, et comporte des gisements d'uranium (la principale richesse du pays), de zinc et de plomb. La culture y est patriarcale et le costume traditionnel est porté au quotidien. Outre les Kazakhs, elle est habitée par de nombreux Ouzbeks et Ouïghours, et le russe y est peu parlé. Elle a été la dernière à intégrer l'empire russe et l'influence de la Chine voisine y est sensible. C'est de la Grande jüz qu'est issu l'essentiel de l'élite économique et politique du Kazakhstan, dont les présidents Noursoultan Nazarbaïev et Kassym-Jomart Tokaïev[1].